# فیلیپ کولشریبر
فیلیپ کولشریبر (به آلمانی: Philipp Kohlschreiber) (زاده ۱۶ اکتبر ۱۹۸۳ - آوگسبورگ) تنیس‌باز اهل کشور آلمان است.
کولشریبر در مسابقات بین‌المللی مهمی شرکت کرده است که می‌توان به صعود وی به مرحله یک چهارم نهایی مسابقات تنیس آزاد ویمبلدون در سال ۲۰۱۲ اشاره کرد، بهترین رتبه وی در رتبه‌بندی فدارسیون جهانی تنیس ۱۶ (۳۰ جولای ۲۰۱۲) بوده است.